# Problepsis aegretta
Problepsis aegretta là một loài bướm đêm trong họ Geometridae.